# 大博凯德拉
大博凯德拉（德語：Großbockedra）是德国图林根州的一个市镇。总面积4.60平方公里，总人口170人，其中男性91人，女性79人（2011年12月31日），人口密度37人/平方公里。